# Secamone goyderi
Secamone goyderi är en oleanderväxtart som beskrevs av Klack.. Secamone goyderi ingår i släktet Secamone och familjen oleanderväxter. Inga underarter finns listade i Catalogue of Life.